# Hilara hirsuta
Hilara hirsuta är en tvåvingeart som beskrevs av Becker 1915. Hilara hirsuta ingår i släktet Hilara och familjen dansflugor. Inga underarter finns listade i Catalogue of Life.